# Comparaison entre le système d'éducation belge et d'autres systèmes éducatifs

Cet article fait la comparaison entre le système d'éducation belge et d'autres systèmes éducatifs.

## Systèmes scolaires belge et québécois
| Système belge                                | Système belge                                                           | Année d’études                | Système québécois | Système québécois                          |
|                                              | Primaire 1re                                                            | 1 (6 ans)                     | Primaire 1re |                                            |
| 2e                                           | 2                                                                       | 2e                            | |                                            |
| 3e                                           | 3                                                                       | 3e                            | |                                            |
| 4e                                           | 4                                                                       | 4e                            | |                                            |
| 5e                                           | 5                                                                       | 5e                            | |                                            |
| 6e CEB                                       | 6                                                                       | 6e                            | |                                            |
| École secondaire Secondaire 1re              | 7                                                                       | École secondaire Secondaire I | |                                            |
| 2e CE1D                                      | 8                                                                       | II                            | |                                            |
| 3e professionnelle                           | 3e                                                                      | 9                             | III |                                            |
| 4e professionnelle                           | 4e                                                                      | 10                            | IV | DEP                                        |
| 5e professionnelle                           | 5e Poésie                                                               | 11 (16 ans)                   | V DES | DEP                                        |
| 6e professionnelle                           | 6e Rhétorique CESS                                                      | 12                            | Enseignement Collégial 2 ans DEC pré-universitaire | Enseignement Collégial 3 ans DEC technique |
| 7e professionnelle                           | Universitaire 1er cycle Bachelier (ex Graduat, régendat et candidature) | 13                            | Enseignement Collégial 2 ans DEC pré-universitaire | Enseignement Collégial 3 ans DEC technique |
|                                              | Universitaire 1er cycle Bachelier (ex Graduat, régendat et candidature) | 14                            | Universitaire 1er cycle (cursus de 3 ans sauf exceptions (génie, éducation, pratique sage-femme : 4 ans; doctorats de premier cycle: généralement 5 ans)) Baccalauréat | Enseignement Collégial 3 ans DEC technique |
|                                              | Universitaire 1er cycle Bachelier (ex Graduat, régendat et candidature) | 15                            | Universitaire 1er cycle (cursus de 3 ans sauf exceptions (génie, éducation, pratique sage-femme : 4 ans; doctorats de premier cycle: généralement 5 ans)) Baccalauréat |                                            |
| 2e cycle Master (ex Licence + (DEA ou AESS)) | 16                                                                      |                               | Universitaire 1er cycle (cursus de 3 ans sauf exceptions (génie, éducation, pratique sage-femme : 4 ans; doctorats de premier cycle: généralement 5 ans)) Baccalauréat |                                            |
| 2e cycle Master (ex Licence + (DEA ou AESS)) | 17                                                                      | 2e cycle Maîtrise             | DESS |                                            |
| 3e cycle Doctorat                            | 18                                                                      | 2e cycle Maîtrise             | |                                            |
| 3e cycle Doctorat                            | 19                                                                      | 3e cycle Doctorat             | |                                            |
| 3e cycle Doctorat                            | 20                                                                      | 3e cycle Doctorat             | |                                            |
| 3e cycle Doctorat                            | 21                                                                      | 3e cycle Doctorat             | |                                            |

A noter que le schéma ici s'exprime en termes d'années calendrier. En termes de Crédits et d'équivalent en heures, se référer aux tableaux ci-dessous :
|                 | Bac       | Master/Maitrise |
| --------------- | --------- | --------------- |
| Belgique (ECTS) | 180       | 120             |
| Québec (CNA)    | 90 ou 120 | 45              |

1ECTS = 30heures de travail ; 1CNA = 45heures de travail,
|                   | Bac          | Master/Maitrise |
| ----------------- | ------------ | --------------- |
| Belgique (heures) | 5400         | 3600            |
| Québec (heures)   | 4050 ou 5400 | 2025            |

| - Primaire et secondaire Études supérieures : - Cheminement général - Cheminement professionnel / technique ou technologique | Signification des sigles - BEPC : Diplôme national du brevet |

## Systèmes scolaires français et belge
| Système français                              | Année d’études | Système belge                                                           |
| Primaire CP                                   | 1 (6 ans)      | Primaire 1re                                                            |
| CE1                                           | 2              | 2e                                                                      |
| CE2                                           | 3              | 3e                                                                      |
| CM1                                           | 4              | 4e                                                                      |
| CM2                                           | 5              | 5e                                                                      |
| Collège Secondaire 6e                         | 6              | 6e CEB                                                                  |
| 5e                                            | 7              | École secondaire Secondaire 1re                                         |
| 4e                                            | 8              | 2e CE1D                                                                 |
| 3e DNB                                        | 9              | 3e                                                                      |
| Lycée Secondaire 2de                          | 10             | 4e                                                                      |
| 1re                                           | 11 (16 ans)    | 5e Poésie                                                               |
| Terminale Baccalauréat                        | 12             | 6e Rhétorique CESS                                                      |
| Universitaire 1er cycle Licence               | 13             | Universitaire 1er cycle Bachelier (ex Graduat, régendat et candidature) |
| Universitaire 1er cycle Licence               | 14             | Universitaire 1er cycle Bachelier (ex Graduat, régendat et candidature) |
| Universitaire 1er cycle Licence               | 15             | Universitaire 1er cycle Bachelier (ex Graduat, régendat et candidature) |
| 2e cycle Master (ex Maitrise + (DEA ou DESS)) | 16             | 2e cycle Master (ex Licence + (DEA ou AESS))                            |
| 2e cycle Master (ex Maitrise + (DEA ou DESS)) | 17             | 2e cycle Master (ex Licence + (DEA ou AESS))                            |
| 3e cycle Doctorat                             | 18             | 3e cycle Doctorat                                                       |
| 3e cycle Doctorat                             | 19             | 3e cycle Doctorat                                                       |
| 3e cycle Doctorat                             | 20             | 3e cycle Doctorat                                                       |
|                                               | 21             | 3e cycle Doctorat                                                       |

| - Primaire et secondaire Études supérieures : - Cheminement général | Signification des sigles - DNB : Diplôme national du brevet |

Si le nombre d'années d'études primaires et secondaires et les niveaux du CESS et du Baccalauréat sont équivalents, en revanche leur reconnaissance par les deux pays n'est pas automatique. En Belgique, la reconnaissance du baccalauréat se fait après une procédure administrative stricte et couteuse (200 euros) auprès de la Fédération Wallonie Bruxelles. En France, l'attestation de comparabilité est délivrée par le Centre Enic-Naric et la procédure coute 70 euros. Pour supprimer les procédures d'équivalence, il faudrait que la France entre dans le traité Benelux, ce qui a été proposé par une conseillère des Français de l'Etranger par le passé, ou que la France et la Belgique signent une convention bilatérale.